# Чемпіонат Чорногорії з футболу 2017—2018
Чемпіонат Чорногорії з футболу 2017/2018 років (або Перша ліга) — 12-й сезон найвищого рівня футбольних дивізіонів Чорногорії. Чемпіоном за шість турів до закінчення чемпіонату стала Сутьєска.

## Учасники та стадіони
| Команда   | Розташування     | Стадіон                       | Місткість |
| --------- | ---------------- | ----------------------------- | --------- |
| Будучност | Подгориця        | «Под Ґоріцом»                 | 12 000    |
| Ґрбаль    | Радановічі       | «Грбаль» («Под Сутваром»)     | 1 500     |
| Дечич     | Тузі             | «Тушко Полє»                  | 1 500     |
| Зета      | Голубовці        | «Трешниця»                    | 4 000     |
| Іскра     | Даниловград      | «Браче Велашевич»             | 1 500     |
| Ком       | Подгориця        | «Златиця»                     | 3 000     |
| Младост   | Подгориця        | «Цвієтні Брієг»               | 1 500     |
| Петровац  | Петровац на Мору | «Под Малим Брдом»             | 1 500     |
| Рудар     | Плєвля           | «Градскі» («Под Ґолубінійом») | 10 000    |
| Сутьєска  | Никшич           | «Градскі» («Край Бистріце»)   | 10 800    |

## Турнірна таблиця
| М   | Команда   | І  | В  | Н  | П  | МЗ | МП | РМ  | О  |
| --- | --------- | -- | -- | -- | -- | -- | -- | --- | -- |
| 1.  | Сутьєска  | 36 | 24 | 7  | 5  | 55 | 23 | +32 | 79 |
| 2.  | Будучност | 36 | 14 | 15 | 7  | 44 | 30 | +14 | 57 |
| 3.  | Младост*  | 36 | 12 | 15 | 9  | 42 | 33 | +9  | 51 |
| 4.  | Ґрбаль*   | 36 | 12 | 14 | 10 | 39 | 39 | 0   | 50 |
| 5.  | Зета*     | 36 | 12 | 13 | 11 | 40 | 35 | +5  | 49 |
| 6.  | Рудар     | 36 | 13 | 10 | 13 | 32 | 28 | +4  | 49 |
| 7.  | Іскра     | 36 | 12 | 9  | 15 | 33 | 34 | −1  | 45 |
| 8.  | Ком       | 36 | 11 | 10 | 15 | 36 | 45 | −9  | 43 |
| 9.  | Петровац  | 36 | 9  | 11 | 16 | 25 | 40 | −15 | 38 |
| 10. | Дечич     | 36 | 3  | 12 | 21 | 25 | 64 | −39 | 21 |

Примітки: 

1. Клуб Младост кваліфікувався до Ліги Європи УЄФА 2018—2019 як переможець Кубку Чорногорії 2017—2018.

2. Клуби Ґрбаль та Зета не отримали ліцензії на участь у єврокубках.

Позначення:
|  | — чемпіон, участь у Лізі чемпіонів |
|  | — участь у Лізі Європи             |
|  | — участь у стикових матчах         |
|  | — виліт у нижчу лігу               |

## Статистика

### Найкращі бомбардири
| # | Гравець         | Клуб      | Голів |
| - | --------------- | --------- | ----- |
| 1 | Ігор Іванович   | Сутьєска  | 14    |
| 2 | Нікола Крстович | Зета      | 13    |
| 2 | Ален Мелунович  | Будучност | 13    |

### Хет-трики
| Гравець         | Клуб    | Суперник | Результат | Дата            |
| --------------- | ------- | -------- | --------- | --------------- |
| Богдан Мілич    | Іскра   | Дечич    | 4–1       | 30 вересня 2017 |
| Нікола Крстович | Зета    | Ком      | 4–2       | 21 жовтня 2017  |
| Адмір Адрович   | Младост | Петровац | 5–0       | 2 грудня 2017   |
| Адмір Адрович   | Дечич   | Младост  | 1–4       | 14 квітня 2018  |

## Стикові матчі
| Команда 1                | Заг. | Команда 2 | 1-й матч | 2-й матч |
| ------------------------ | ---- | --------- | -------- | -------- |
| 30 травня/ 3 червня 2018 |      |           |          |          |
| Ком                      | 1:2  | Ловчен    | 0:0      | 1:2      |
| Младост (Лєшкопольє)     | 2:5  | Петровац  | 0:3      | 2:2      |